# INaturalist

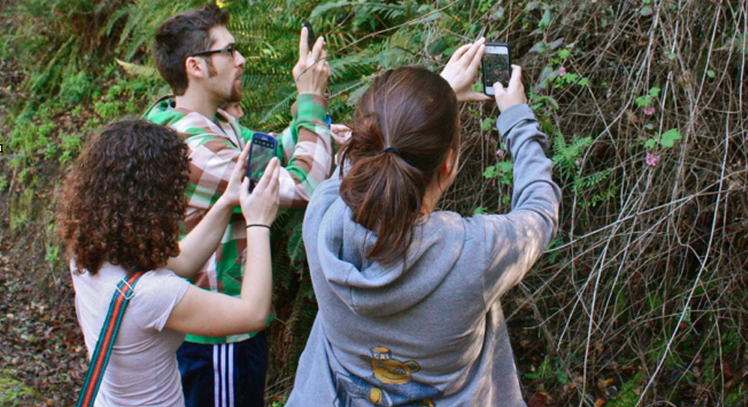
Wykorzystanie aplikacji iNaturalist w warunkach polowych.

iNaturalist – projekt z zakresu nauki obywatelskiej oraz serwis społecznościowy przyrodników, wolontariuszy oraz biologów oparty na idei nanoszenia na mapy i publikowania obserwacji gatunków roślin, zwierząt i grzybów. Obserwacje (zwykle dokumentowane zdjęciem) mogą zostać opublikowane poprzez stronę internetową oraz aplikację mobilną. Informacje zebrane przez projekt są wartościowym, publicznie dostępnym źródłem danych wykorzystywanym przez różne projekty naukowe, muzea, ogrody botaniczne, parki oraz inne organizacje. Aplikacja i strona internetowa są dostępne w języku angielskim.

## Historia
Strona iNaturalist.org została utworzona w 2008 roku na Uniwersytecie Kalifornijskim w Berkeley w Berkeley School of Information jako projekt magisterski studentów Nate Agrina, Jessiki Kline oraz Ken-ichi Ueda. Nate Agrin oraz Ken-ichi Ueda kontynuowali pracę nad stroną wraz z Seanem McGregorem. W 2011 Ueda rozpoczął współpracę z Scottem Loarie, pracownikiem naukowym na Uniwersytecie Stanforda i wykładowcą na UK w Berkeley. Ueda i Loarie są obecnie dyrektorami iNaturalist.org. 24 kwietnia 2014 iNaturalist.org rozpoczął współpracę z California Academy of Sciences. W 2014 roku liczba zgromadzonych obserwacji przekroczyła pierwszy milion, a na początku 2017 roku ich liczba wynosiła już ponad 3,5 miliona.

## Udział w iNaturalist
Platforma wykorzystuje koncept crowdsourcingu danych, poprzez otwarty dostęp dla wszystkich internautów. Użytkownicy iNaturalist mogą publikować obserwacje organizmów w formie fotografii, nagrań audio lub obserwacji wizualnych. Obserwacje mogą zostać zaklasyfikowane jako dane „zwykłe” oraz „badawcze” – włączane baz danych online, gdzie są dostępne dla naukowców.
Platforma umożliwia także tworzenie projektów, gdzie użytkownicy mogą dodawać obserwacje gatunków zawierających się w poszczególnych grupach lub powiązanych z określonym tematem. Istnieje także możliwość tagowania publikowanych obserwacji. Przykładowe projekty dotyczą badań bioblitz dotyczące poszczególnych taksonów i obszarów, obserwacji zwierząt zabitych na drogach, tropów zwierząt oraz dokumentacji rozprzestrzeniania się gatunków inwazyjnych.
Amerykański National Park Service współpracował z iNaturalist w archiwizowaniu obserwacji badań bioblitz przeprowadzonych w parkach narodowych USA w 2016 roku. W 2011 roku iNaturalist był wykorzystany jako platforma dla równoległych globalnych badań bioblitz nad płazami i gadami (ang. Global Amphibian BioBlitz i Global Reptile BioBlitz). Dane gromadzone w platformie iNaturalist sukcesywnie importowane są także do innych baz danych, takich jak na przykład Calflora, będąca atlasem rozmieszczenia roślin w Kalifornii.